# Balksee
Der Balksee ist ein 1,3 km² (132 ha) großer See im Landkreis Cuxhaven, Niedersachsen.

## Geographie
Der See liegt im Landkreis Cuxhaven in der Nähe der Ortschaften Bülkau, Stinstedt und Wingst. Er befindet sich südwestlich des Höhenzugs Wingst und nördlich der Lamstedter Börde. Er ist Teil des Naturschutzgebiets Balksee und Randmoore/Basmoor und Nordahner Holz.
Der Balksee ist ein Geestrandsee mit breiten Verlandungszonen und einem Niedermoor im Westen sowie einem Hochmoor im Nordosten. Weil das gesamte Gebiet um den See unwegsam ist, ist der Einfluss des Menschen relativ gering. Es sind hier unter anderem zahlreiche Arten von Wasser- und Greifvögeln heimisch.

## Zu- und Abflüsse
Zuflüsse zum Balksee befinden sich im Süden und Osten des Sees und sind:
- Der Remperbach entwässert Ellerbruch und die Moore von Weißenmoor und Westersode.
  - Goldbach entwässert das Gebiet zwischen Westersode und Bröckelbeck.
  - Bröckelbeck Bach entwässert das Gebiet um Bröckelbeck.
- Der Bornbach entwässert den Norden von Varrel und des Falkenbergs
- Der Varreler Bach entwässert den Süden von Varrel und des Falkenbergs
- Der Varreler Moorkanal entwässert die Südseite von Varrel und des Falkenbergs
- Der Ahrensbach entwässert das Gebiet ums Seemoor, zwischen Nordahn und Mittelstenahe
  - Lembeck Bach entwässert das Gebiet zwischen Varrel und Nordahn
- Der Stinstedter Kanal entwässert das Gebiet zwischen Bovenmoor und Eichofsberg, sowie den Norden zwischen Mittelstenahe und Stinstedt

Im Norden des Sees östlich des Abflusses liegt das Seemoor, es wird ebenfalls in den Balksee entwässert, und zwar vor allem durch den Wingster Laufgraben und den Seemoorgraben sowie weiter östlich durch den Waldlaufgraben.
Abflüsse vom Balksee befinden sich im Norden des Sees und sind:
- Der Neuhaus-Bülkauer Kanal, über den ein Großteil des Wassers heute abfließt.
- Die Aue, ein ehemaliger Priel, der sich durch Bülkau schlängelt.

## Die Remperburg
Am Balksee lag – neben der in Neuhaus – eine weitere Burg, die die Macht der bremischen Bischöfe ebenfalls festigen sollte. Die Remperburg am Flüsschen Remper, heute erreichbar über Bröckelbeck oder von Seemoor aus, war zwar etwas abgelegen, gleichzeitig aber doch schnell an der alten Heerstraße, die von Bremervörde über Lamstedt, Wingst-Weißenmoor und Cadenberge nach Neuhaus führte. Umgekehrt war ein Reiter schnell in der Marsch, um dort das „Land Bülkau“ im Auge zu behalten. Die Burg war auf drei Seiten durch den Balksee und den Fluss Remper geschützt und somit auch gut zu verteidigen. Sie wurde 1286 unter dem Erzbischof Giselbert gebaut. Um sich die Ritter Erpo von Luneberg und Augustin von Osten als Helfer gegen die Marschen zu sichern, übergab er ihnen 1301 die Burg mit verschiedenen Gütern der Umgebung. Wann genau diese Burg zerstört worden ist, schlummert in den Büchern des Bremischen Erzbistums. Sie spielte schon lange vor 1500 keine Rolle mehr.
Nach verschiedenen Legenden sollen die Ritter es wild getrieben und die Umgebung öfter ausgeplündert haben, rein aus Langeweile und Übermut. Bis eines Winters, als die Burg durch dickes Eis und Schnee nicht von drei Seiten geschützt und die Ritter nach einem reichen Raub abgelenkt und trunken waren, die Hadler Bauern, unter ihnen sicher auch die Bülkauer, die Chance nutzten, in die Burg einzudringen. Die Rache der Bauern soll sehr groß gewesen sein. Ihre geraubte Habe wiederzubeschaffen, war das eine, die Burg bis auf den Grund geschleift zu haben, das andere. Das wichtigste aber war, dass nie wieder versucht werden sollte, dort eine neue Burg zu bauen.
Heute liegt dieser Bereich im Naturschutzgebiet und ist offiziell nicht mehr zugänglich. Heute könnte man nur noch die „Hauswurt“ (so nennt der Volksmund den halbkreisförmigen Bogen, den der Fluss Remper an einer Wiese macht, bevor er in den Balksee fließt) sehen. Unter seiner Grasnarbe finden sich auch heute noch viele Steinbrocken, Reste der dicken Dachziegel und sogar Dachbalken. Nach Aussagen von Wanderern, die sich nicht an das Verbot halten, könne man es im Frühling anhand der unterschiedlichen Färbung des wachsenden Grases sehen.

## Die Nutzung

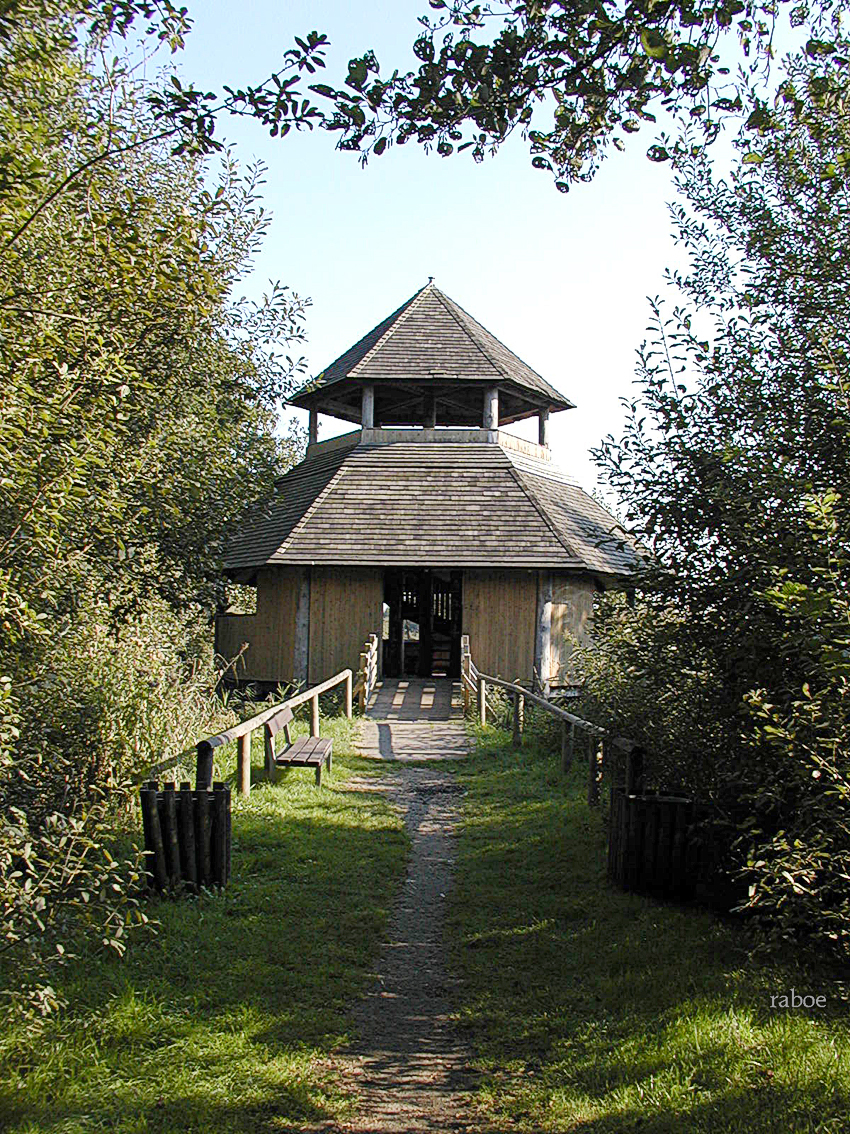
Der Aussichtsturm am Balksee

Der Balksee wurde bis in die 1970er Jahre touristisch, mit Ruder- oder Tretbooten, als Moorbad mit Ausflugslokal oder im Winter als Eisbahn mit vielen Grogständen genutzt. Seit 1974 steht der See mit seiner Umgebung unter Naturschutz.
War der Balksee zugefroren – durch „warme“ Quellen und Strömungen gab es Stellen ohne oder mit nur dünnem Eis –, so traf sich die ganze Umgebung bis hin nach Otterndorf, Hemmoor und Lamstedt auf dem Eis. Für die Jugendlichen und Erwachsenen bedeutete das dann mindestens eine Runde (ca. 6 km) um den See mit eventuellen Stopps an den einzelnen eilig zusammengezimmerten Ständen, um sich mit Glühwein, Grog, Kaffee, Tee, Fliederbeergrog (Holunderbeeren) für die Kinder oder auch einer Bratwurst zu stärken. Einen „Nassen“ bekommen, umgangssprachlich für einen nassen Fuß haben, weil man durchs Eis brach, da man sich zu dicht an noch offene Wasserflächen oder an den Schilfgürtel traute, hier brauchte das Eis länger, bis es trug, war nicht gefährlich, da der See maximal einen Meter tief ist. Ganz Wagemutige benutzten in strengen Wintern ihren VW Käfer oder ihren BMW 1802 als Zugmaschine, um an langen Seilen Menschen auf Schlittschuhen oder Schlitten über den See zu ziehen oder einfach nur um zu schleudern. Im Gegensatz zum See, der Aue, den Gräben oder auch der Wettern fror der Kanal nur sehr selten zu, da die stete Strömung zu stark war, um eine zusammenhängende Eisfläche zu bilden.
2005 gibt es nur noch einen kleinen Aussichtsturm. Das Betreten des Gebietes ist, genauso wie das Bewirtschaften der umliegenden Moorflächen, nicht mehr erlaubt, weshalb diese zuwachsen. Vom Aussichtsturm sind im Sommer nur noch wenige Angelboote, im Winter kaum Schlittschuhläufer zu sehen. Der See verlandet allmählich, der einstige Fischreichtum und damit die Nahrungsgrundlage der Störche, der neu angesiedelten Fischadler und vielen Amphibien nehmen stetig ab. Da der Wasserspiegel weiter abgesenkt wurde, stehen die Pfähle, auf denen die Häuser gebaut wurden, nicht mehr im Wasser und faulen. Sie lassen so die Wände der Häuser reißen. Wie in vielen Gebieten der Erde hatten auch hier die gelegentlichen Überschwemmungen fruchtbare Ablagerungen, hier „Mudde“ genannt, verteilt und so die Fruchtbarkeit erhalten. Heute ist es nicht mehr wichtig, so dass die Moorbauern zum großen Teil die Bewirtschaftung ihrer Höfe eingestellt haben und andere Berufe ausüben.

## Sagen und Legenden
- Remper der Riese
- Der Ritter von der Remperburg
- Wie aus dem Dorf Balk der Balksee wurde[4]

## Bildergalerie

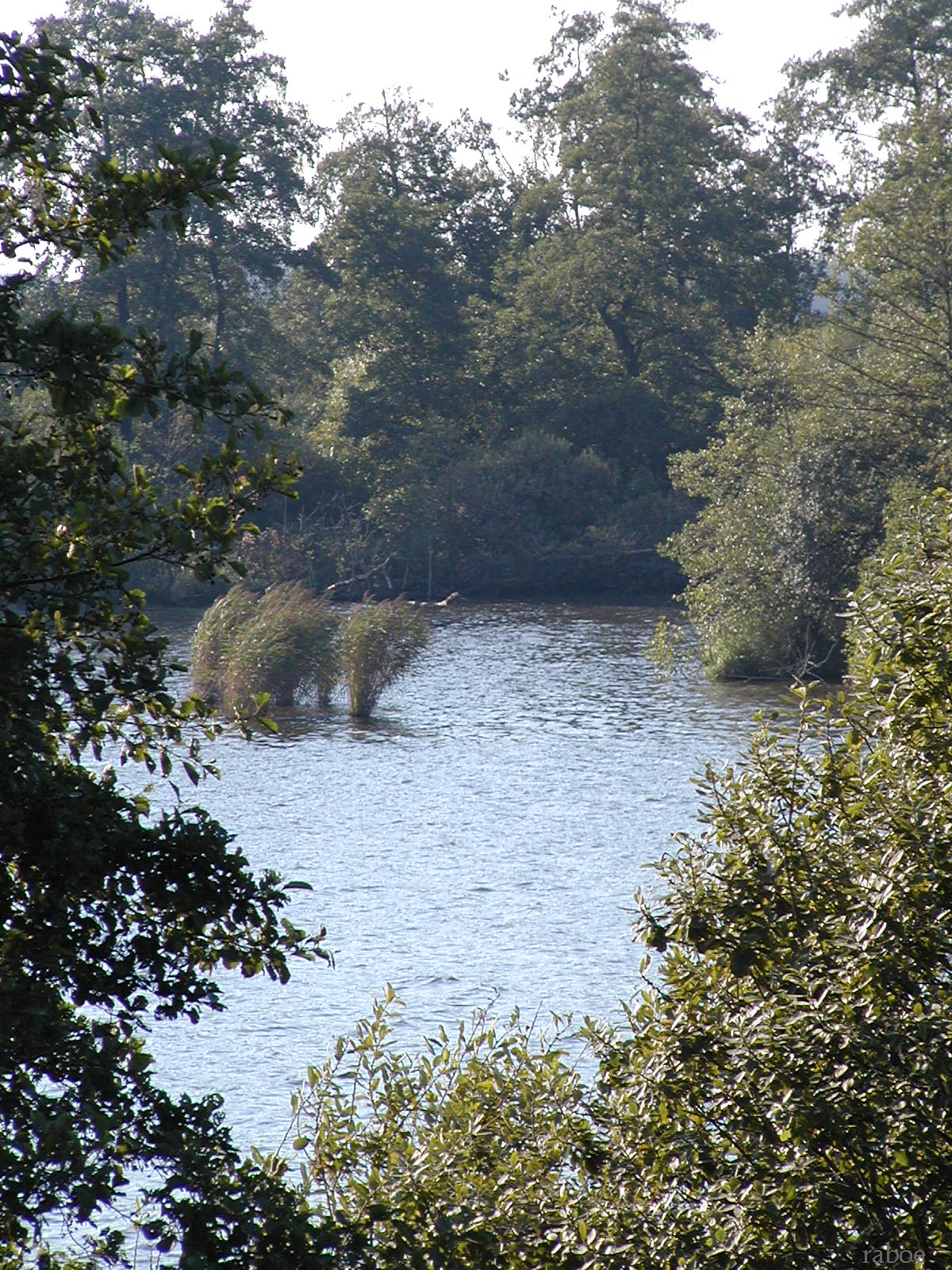
Der Balksee umrahmt von Bäumen
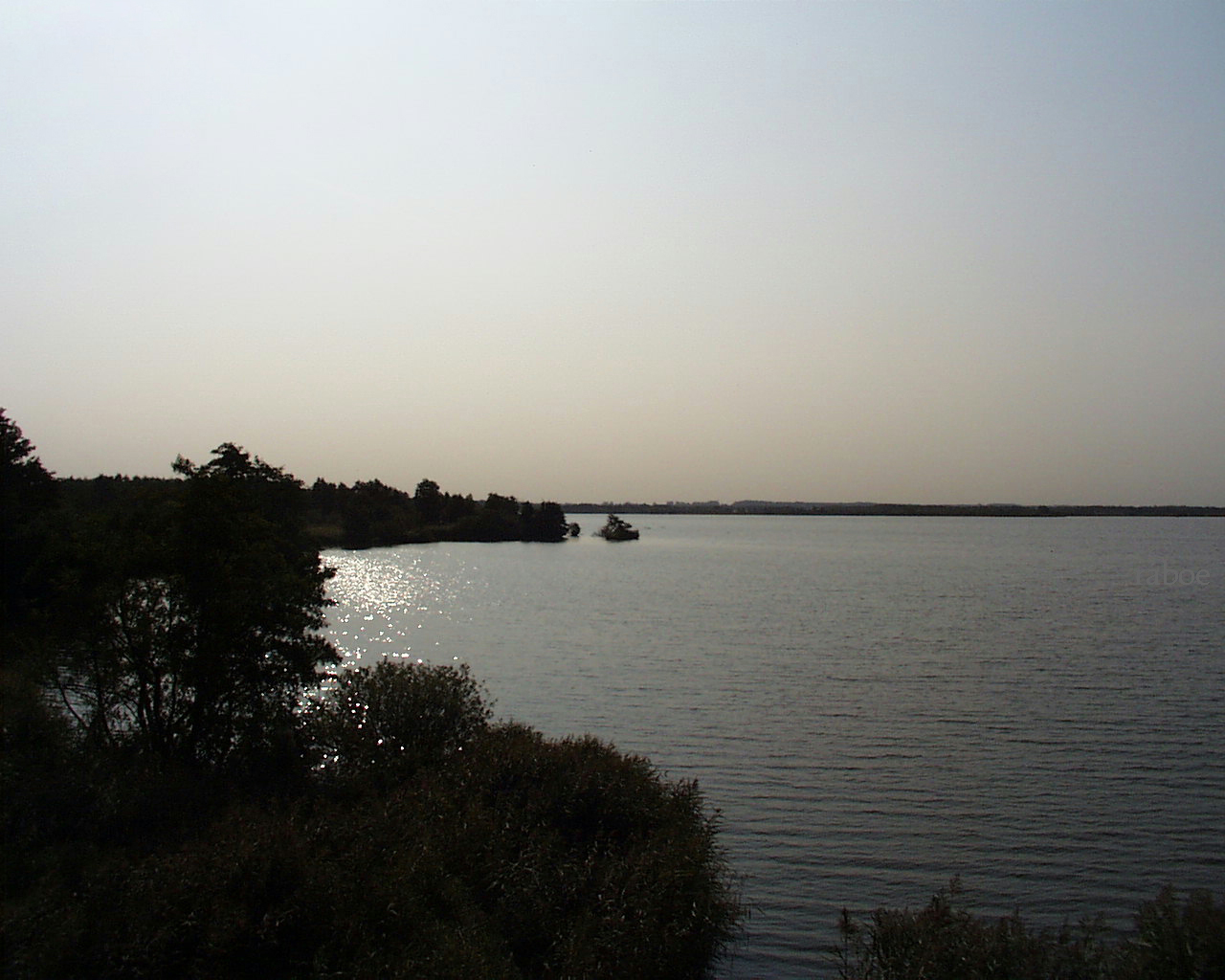
Der Balksee im Gegenlicht
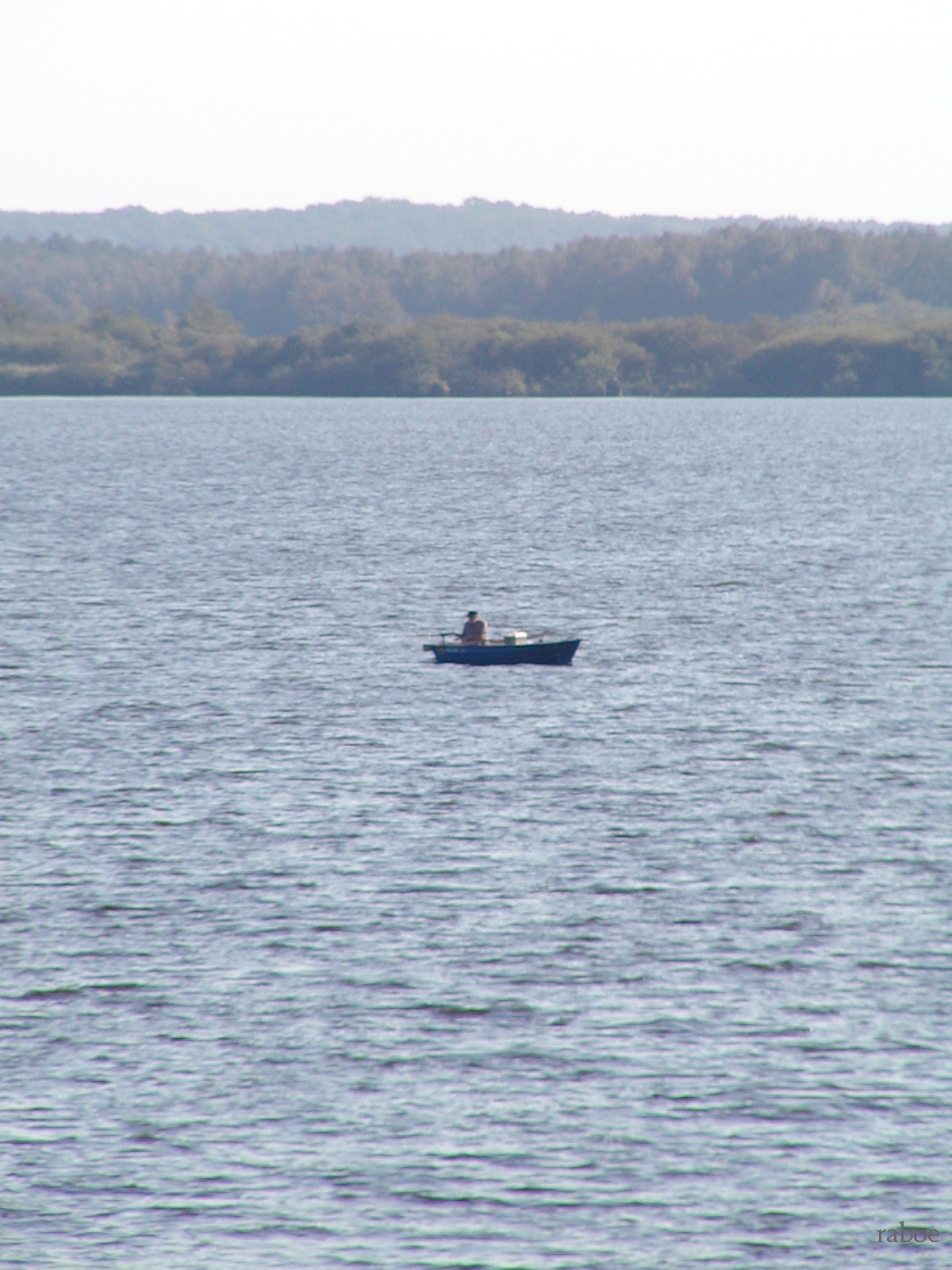
Fischer auf dem Balksee
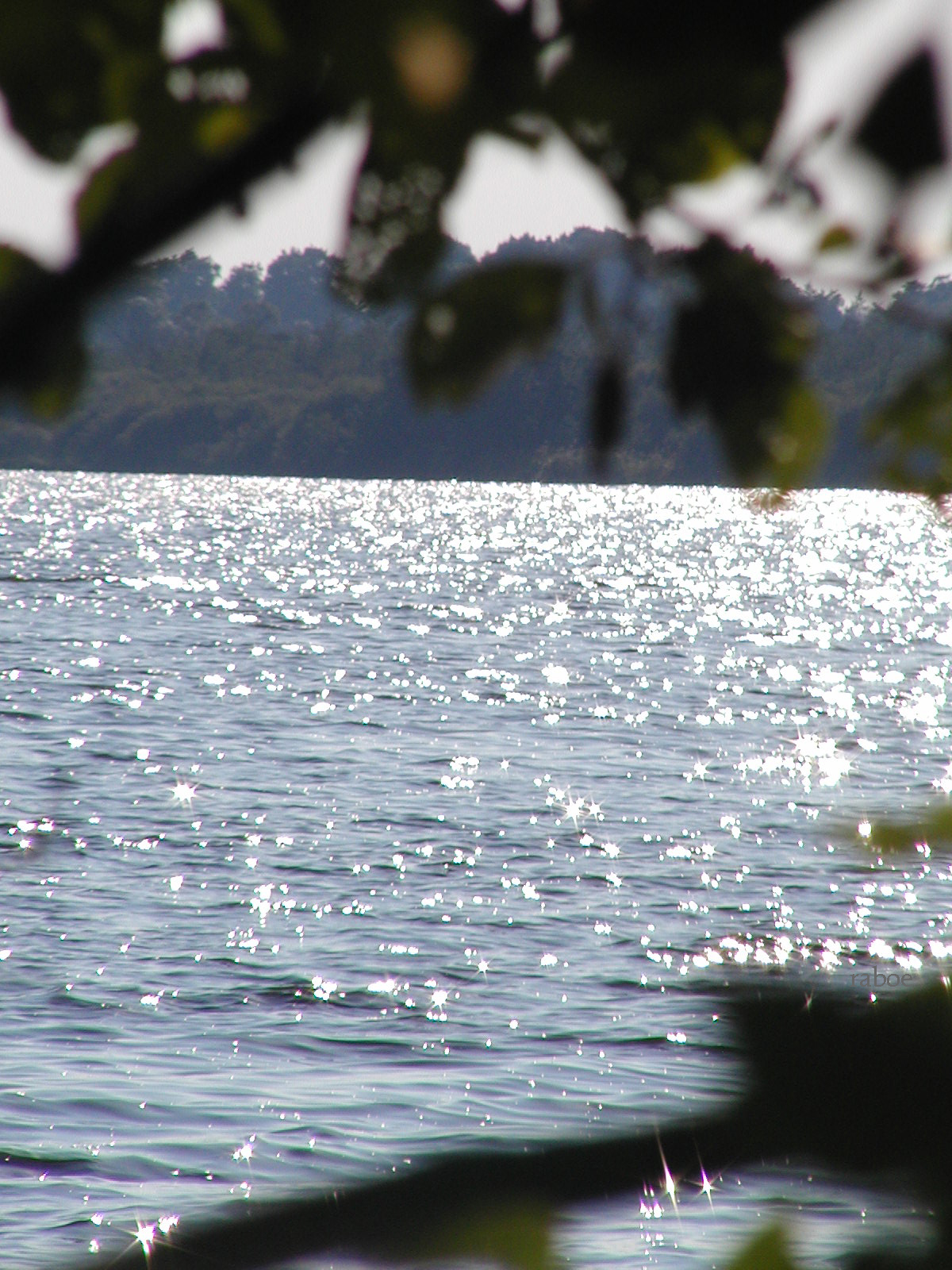
Der Balksee im Gegenlicht
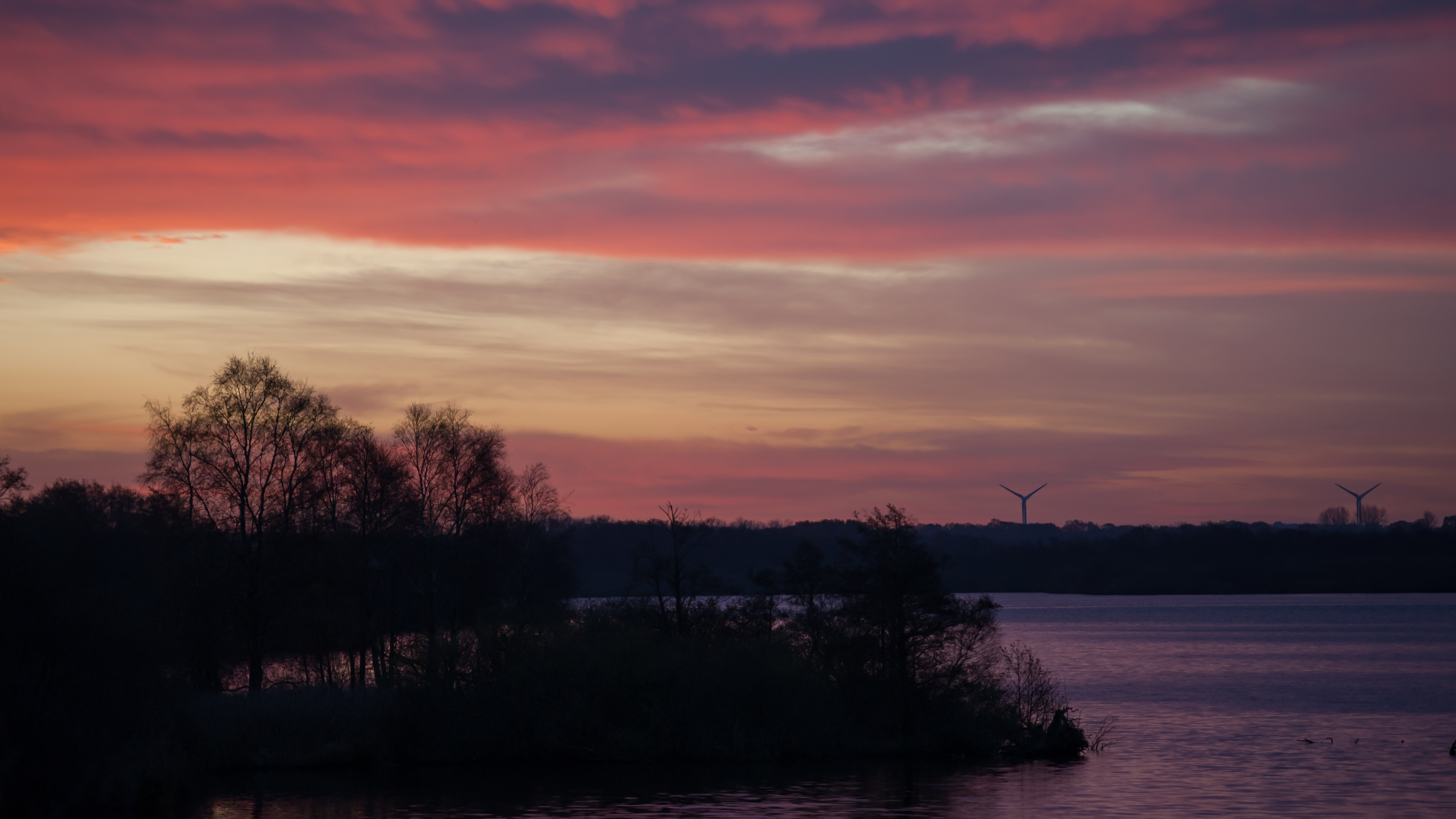
Der Balksee in der Morgendämmerung